# 微軟顯示擴充功能塢
微軟顯示擴充功能塢是一款擴充功能塢，可以让被選定的Windows 10行動裝置連接到電腦顯示器、鼠標和鍵盤，獲取桌上個人電腦般的體驗。